# Panicum afzelii
Espèce
Synonymes
- Panicum divergens Afzel. ex Sw.[1]
- Panicum muscarium Trin.[1]

Panicum afzelii est une plante de la famille des Poaceae et appartenant au genre Panicum.